# Móng Cái
Móng Cái är en stad i provinsen Quảng Ninh i nordöstra Vietnam. Den är belägen vid gränsen mot Kina, med staden Dongxing på andra sidan. Folkmängden i centralorten uppgick till cirka 66 000 invånare vid folkräkningen 2019. Viktiga näringar är handel, turism, jordbruk och fiske.